# 2K11 Krug

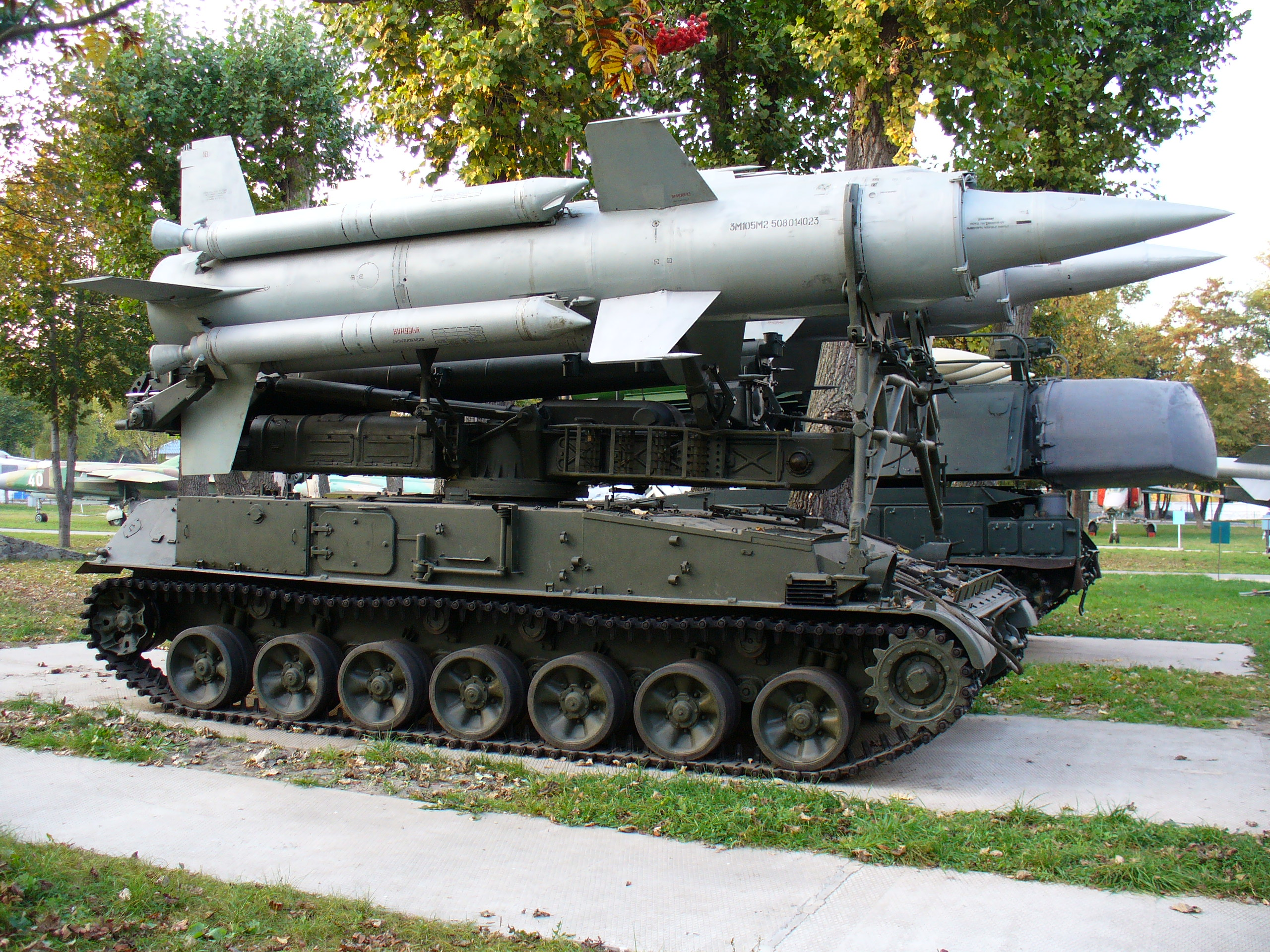
2K11 Krug v ukrajinském muzeu ve městě Vinnycja

2K11 Krug (rusky 2К11 «Круг»; česky kruh) je sovětský a ruský protiletadlový raketový komplet středního až dlouhého doletu. Navržen byl v konstrukční kanceláři NPO Novator a jeho výroba probíhala v Zavodu imeni Kalinina. V indexu GRAU nesl označení "2K11" a v kódu NATO byl označen SA-4 Ganef, slovo, které má původ v jidiš a znamená "zloděj" nebo "lotr."
Vývoj systému Krug ZRK-SD (2K11) začal v roce 1957 v konstrukční kanceláři OKB Ljulev. Poprvé byl představen na přehlídce v Moskvě v květnu 1965. Do služby začal vstupovat v roce 1967 a v plném provozu byl od roku 1969. Do roku 1993 byl i ve výzbroji ozbrojených sil České republiky.